# 村上RADIO〜RUN&SONGS〜
『村上RADIO〜RUN&SONGS〜』（むらかみレディオ〜ランアンドソングス〜）は、2018年8月5日にTOKYO FMで放送されたラジオ番組。作家村上春樹が初の試みとしてDJを務めた単発の特別番組である。
本項では、それ以降に不定期で放送され、2021年4月以後は原則月1回放送されている『村上RADIO』（むらかみレディオ）についても併せて説明する。

## 村上RADIO〜RUN&SONGS〜
2018年8月5日に単発の特別番組として放送された。村上はディレクターを兼任し、オンエア曲を選曲した。「RUN&SONGS」がテーマ。
主な選曲は、次の通り。
- ブライアン・ウィルソン「ハイ・ホー（英語版）/笛をふいて働こう（英語版）/ヨー・ホー（英語版）」
- キング・プレジャー（英語版）「DBブルース」
- エリック・バードン&ジ・アニマルズ「スカイ・パイロット（英語版）」
- ジョーイ・ラモーン「この素晴らしき世界」
- ジョージ・ハリスン「絶体絶命（英語版）」
- ベン・シドラン「天国への扉」
- ダリル・ホール&ジョン・オーツ「ラブ・トレイン」

番組の最後にスライ・ストーンの言葉を引用した。——「僕はみんなのために音楽を作るんだ。誰にでも、馬鹿にでも分かる音楽を作りたい。そうすれば、誰ももう馬鹿ではなくなるから」

### プレ特番
番組の前週7月29日、プレ特番『いよいよ来週! 村上RADIO』が放送された。坂本美雨と、小説家・小川哲がパーソナリティ。SEKAI NO OWARIキーボーディストのSaori、大西順子、スガシカオ、小澤征悦らが番組にコメントを寄せた。

## 村上RADIO
特別番組の放送から2か月後の2018年10月に、第2弾が放送された（タイトルは単に『村上RADIO』）。その後も2か月に1度のペースで放送が続けられた。
2019年6月には公開収録を実施。大西順子・渡辺貞夫・スガシカオなどを迎えた演奏、高橋一生や村上自身による朗読などが行われた。この模様は同年8月25日と9月1日に『村上JAM Special Night』として放送された。
2020年5月22日には『村上RADIO ステイホームスペシャル～明るいあしたを迎えるための音楽』として、番組史上初めて金曜夜の放送を行った。
2020年12月31日には『年越しスペシャル 牛坂21』と題しエフエム京都からの裏送り形式での生放送を実施。山中伸弥・山極壽一を迎え対談を行った。
2021年4月より毎月放送が開始。原則最終日曜 19:00 - 19:55に放送される。
2022年3月は通常の最終日曜に当たる27日に予定されていた生放送とは別に、3月18日23:00-23:55の通常は「SCHOOL OF LOCK!教育委員会」の生放送枠を利用し、「戦争をやめさせるための音楽」をテーマにした特別編が緊急生放送された。この特別編は、2022年2月に起きたロシアによるウクライナへの侵攻を受けて、村上が反戦歌や、命の尊さ・愛の大切さを歌ったり演奏した楽曲を選曲し、戦争を二度と起こさないようにして平和を訴えるための緊急生放送を行うというもの。
上記「戦争をやめさせるための音楽」は2022年日本民間放送連盟賞 準グランプリを受賞したため、のちに制作局のエフエム京都（α-STATION）をはじめとするJFN系列外局を含めた民放FM局で（JFN系列局は再放送扱いで）放送された。

### 公開収録イベント
基本的にはTOKYO FMのスタジオでの非公開生放送（一部の回は録音）で放送しているが、過去に2回にわたり公開録音が行われている。
- 2019年6月26日、TOKYO FMのスタジオにリスナーを招待し、「MURAKAMI JAM」と題したライブコンサートを開催し、この模様が2019年8月25日[16]と9月1日[17]の前後編に分けて放送された。同企画では大西順子、北村英治、渡辺貞夫クィンテット、スガシカオによるライブ演奏会と、トークゲストとして高橋一生、山中伸弥が出演した。
- 2022年4月20日には、早稲田大学・国際文学館（村上春樹ライブラリー）の開場記念イベントの一環として、「和田誠レコードコレクション」からの音源を聞く公開収録（2022年4月24日放送）が行われた[18]。

## 過去のテーマ
特別な断りがなき限りは日曜日19:00-19:55生放送（一部放送日録音）。
1. 2018年8月5日：「RUNS&SONGS」
2. 2018年10月21日：「秋の夜長は村上ソングスで」
3. 2018年12月16日：「村上式クリスマスソング」
4. 2019年2月10日：「今夜はアナログナイト!!」
5. 2019年4月21日：「愛のローラーコースター」
6. 2019年6月16日：「ザ・ビートルズナイト」
7. 2019年8月25日：「村上JAM Special Night（前）」[注釈 2]
8. 2019年9月1日：「（テーマ同上 後）」[注釈 2]
9. 2019年10月13日：「歌詞を訳してみました」
10. 2019年12月15日：「冬の炉端で村上ソングス」
11. 2020年2月16日：「ジャズが不得意な人のためのジャズボーカル特集」[注釈 3]
12. 2020年2月23日：「ジャズが苦手な人のためのジャズボーカル特集」[注釈 3]
13. 2020年4月16日：「言語交換ソングス」
14. 2020年5月22日：「ステイホームスペシャル～明るいあしたを迎えるための音楽」[注釈 4]
15. 2020年6月14日：「（あくまでも個人的な）特選オールディーズ」
16. 2020年8月15日：「サマースペシャル～マイ・フェイバリットソングズ＆リスナーメッセージに答えます」
17. 2020年9月13日：「5分で聴けちゃうクラシック音楽」
18. 2020年10月25日：「秋のジャズ大吟醸」
19. 2020年12月20日：「マイ・フェイバリットソングズ＆リスナーメッセージに答えます（第2弾）」
20. 2020年12月31日：「年越しスペシャル～牛坂21～」[注釈 5]
21. 2021年2月28日：「怒涛のセルフカバー」
22. 2021年3月29日：「MURAKAMI JAM～いけないボサノヴァレディオスペシャル supported by Salesforce」[注釈 6]
23. 2021年4月25日：「花咲くメドレー特集」[注釈 7]
24. 2021年5月30日：「レイ・チャールズソングブック」
25. 2021年6月27日：「クラシック音楽が元ネタのポップス音楽・ロシア人作曲家作品編」
26. 2021年7月25日：「夏だ!ビーチだ!サーフィンだ!!」
27. 2021年8月29日：「Music in MURAKAMI～村上作品に出てくる音楽～」
28. 2021年9月26日：「モーズ・アリソンを知っていますか?」
29. 2021年10月31日：「Music in MURAKAMI～村上作品に出てくる音楽～（第2弾）」
30. 2021年11月28日：「村上の世間話」
31. 2021年12月26日：「素敵なエレベータミュージック」
32. 2022年1月10日：「スタン・ゲッツの音楽を生きる」[注釈 8]
33. 2022年1月30日：「ジャズ奥渋ストリート」
34. 2022年2月27日：「今夜はお気楽、バブルガムミュージック」
35. 2022年3月18日：「戦争をやめさせるための音楽」[注釈 9]
36. 2022年3月27日：「春よ来い、春待ちソングズ2022」
37. 2022年4月24日：「和田誠レコード・コレクションより@The Haruki Murakami Library」
38. 2022年5月29日：「ラバー・ソウルの包み方」
39. 2022年6月26日：「村上の世間話2」
40. 2022年7月31日：「猫山さんセレクト・猫づくしの音楽」
41. 2022年8月28日：「いかがなものか、カバー」
42. 2022年9月25日：「村上春樹 presents 山下洋輔トリオ 再乱入ライブ」[19][注釈 10]
43. 2022年10月30日：「マイ・フェイバリットソングズ＆村上さんに聞いてみよう」
44. 2022年11月27日：「ホーギー・カーマイケルをご存じですか?」
45. 2022年12月25日：「アナログ・レコード年末在庫整理」
46. 2023年1月29日：「1980年代、ヒットソング・オンパレード」
47. 2023年2月26日：「ペット・サウンズ オールカバー」
48. 2023年3月26日：「今夜は、落ち穂拾い」
49. 2023年4月30日：「懐かしのアトランティック・ソウル with スガシカオ@The Haruki Murakami Library」
50. 2023年5月28日：「アカペラで行こう」
51. 2023年6月25日：「再びアナログ・ナイト」
52. 2023年7月30日：「歌うジャズ器楽奏者たち」
53. 2023年8月27日：「お色気女性ヴォーカル特集」
54. 2023年9月24日：「村上の世間話3」
55. 2023年10月29日：「サージェント・ペパーズ・ロンリー・ハーツ・クラブ・バンド」完全カバー
56. 2023年11月26日：「秋の夜長はジャズ・クラリネットで」
57. 2023年12月31日：「いろんなお便りを読みながら大晦日」
58. 2024年1月28日：「ポップミュージックで英語のお勉強＠The Haruki Murakami Library」
59. 2024年2月25日：「今日はすべて日本語の歌詞です」
60. 2024年3月31日：「今夜はダイレクト・カッティング特集」
61. 2024年4月28日：「村上の世間話4」
62. 2024年4月29日：「小澤征爾さんの遺した音楽を追って」[注釈 11][20]
63. 2024年5月26日：「マット・デニス・ソングブック」
64. 2024年6月30日：「歌う映画スターたち」
65. 2024年7月28日：「マイ・フェイバリットソングズ＆リスナーメッセージに答えます3」
66. 2024年8月25日：「ソウル・インストルメンタル・グループ」
67. 2024年9月29日：「安井かずみと岩谷時子の世界」
68. 2024年10月27日：「ローリング・ストーンズ・ソングブック」
69. 2024年11月24日：「村上の世間話5」
70. 2024年12月29日：「ポール・サイモン・ソングブック」
71. 2025年1月26日：「村上の世間話6」
72. 2025年2月23日：「村上の一生ものレコード」
73. 2025年3月30日：「二人の伝説のギタリスト チェット・アトキンスとデュアン・エディ（英語版）」
74. 2025年4月27日：「マイ・フェイバリットソングズ＆リスナーメッセージに答えます4」
75. 2025年5月6日：「村上JAM Vol.3～熱く優しい、フュージョンナイト～」[注釈 12]
76. 2025年5月25日：「ワルツが聴きたい」
77. 2025年6月29日：「ボブ・ディラン・ソングブック」
78. 2025年7月27日：「村上の世間話7」